# Petartsch
Petartsch ist das größte Dorf in der Gemeinde Kostinbrod in Westbulgarien. Seine Einwohnerzahl beträgt 2241.

## Geografie

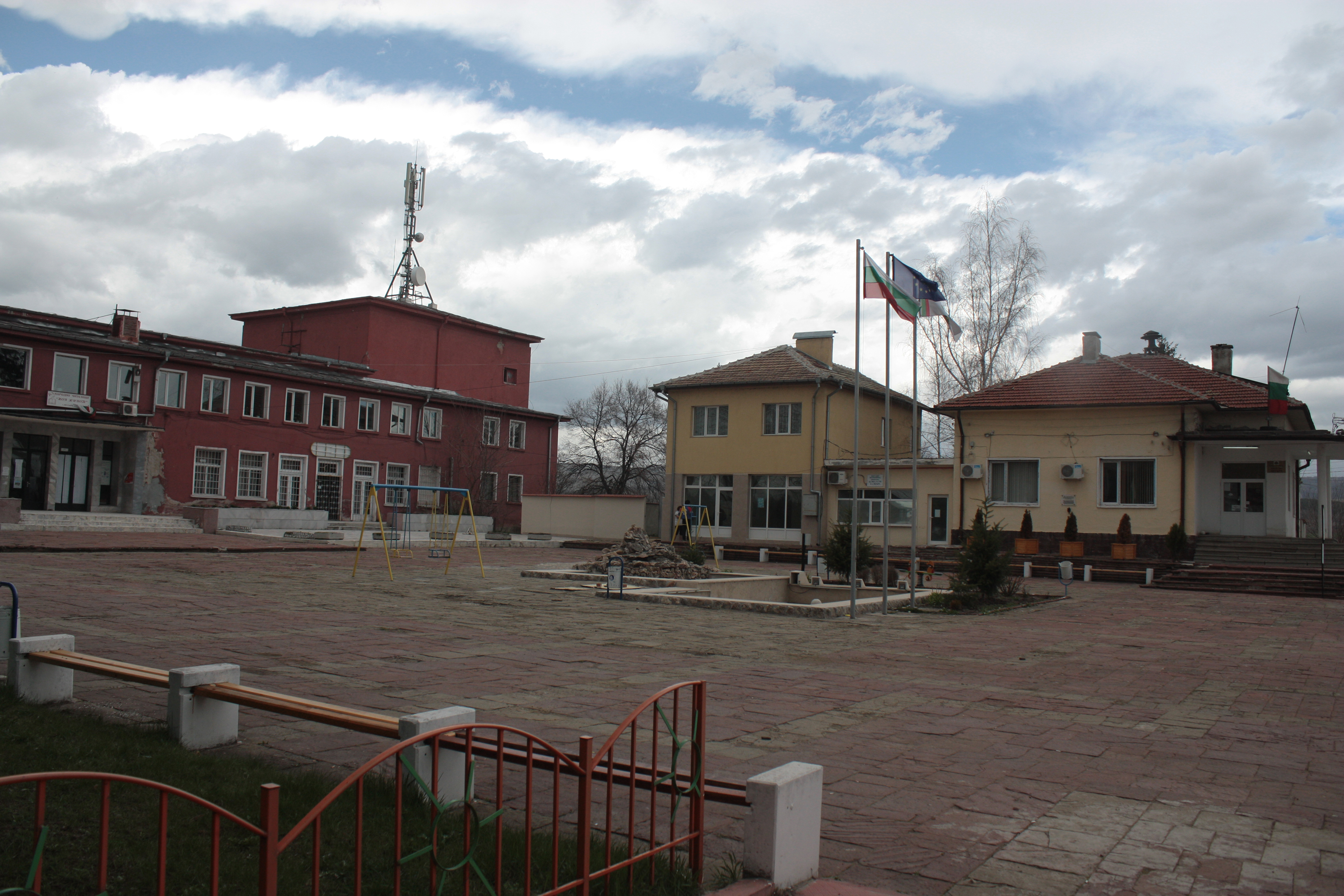
Zentrum des Dorfes: Rechts das Rathaus

Das Dorf liegt nur 7 km von Kostinbrod entfernt und befindet sich in der Oblast Sofia.

## Geschichte
Petartsch wird seit 1420 unter verschiedenen Namen in Registern des Osmanischen Reiches aufgezählt. Diese früheren Namen sind Petrus, Bedreich und Peteich. Den heutigen Namen bekam das Dorf 1934. 1960 wurde das Gemeindezentrum im Dorf erbaut.

### Bildung
Die erste Schule des Dorfes wurde 1864 gegründet. Heute werden an der Grundschule um die 180 Kinder unterrichtet. Im einzigen Kindergarten des Ortes, namens Violina, werden 90 Kinder erzogen. Der Kindergarten ist 30 Jahre alt.

## Sehenswürdigkeit
Die Kirche, übersetzt "St. Großer Märtyrer Georg, der Sieger", wurde am 15. Juli 1878 fertiggestellt. Ihr Bau dauerte nur zwei Jahre.

## Bevölkerungsentwicklung
Der Ort verlor in den letzten Jahrzehnten ein Teil seiner Einwohner, ist jedoch groß geblieben.
| Datum      | Einwohnerzahl |
| ---------- | ------------- |
| 31.12.1934 | 1897          |
| 31.12.1946 | 2108          |
| 01.12.1956 | 2069          |
| 01.12.1965 | 2244          |
| 02.12.1975 | 2561          |
| 04.12.1985 | 2549          |